# Johan Sigismund Schulin
hrabia Johan (Johann) Sigismund Schulin (ur. 18 sierpnia 1694 w Prichsenstadt, zm. 13 kwietnia 1750 w Kopenhadze) – duński minister pochodzenia niemieckiego. Studiował w takich ośrodkach nauki jak Jena, Helmstedt i Lejda.

## Lata 1694–1729
Początkowo był marszałkiem dworu (Hofmeister) margrabiego Friedricha Ernsta i Friedricha Christiana von Brandenburg-Bayreuth-Kulmbach, brata duńskiej księżnej Sophie Magdalene von Brandenburg-Kulmbach, którą poślubił książę Christian – przyszły król Danii Chrystian VI Oldenburg. Dzięki temu mógł zrobi karierę w służbie tego kraju. Od roku 1746 był najważniejszym duńskim ministrem.

## Lata 1730–1739
W roku 1730 stanął na czele dyrektorium duńskiej poczty („Direktørerne i
Generalpostamtet”). Od 1733 roku był sekretarzem duńskiej kancelarii-rady, zwanej „niemiecką kancelarią” (Tyske Kancelli) ze względu na posługiwanie się językiem niemieckim na jej posiedzeniach. 28 maja 1735 został „nadsekretarzem”/prezydentem tego organu (Oversekretær – Præsident). Stanowisko to w praktyce równało się istniejącemu dziś stanowisku „Udenrigsminister”, czyli MSZ. W 1739 zawarto sojusz ze Szwecją.

## Lata 1740–1750
By zrównoważyć przemożne wpływy Rosji Schulin sterował nawą państwa w stronę zbliżenia z Francją, z którą podpisał w 1742 traktat sojuszniczy (15 marca), a zaraz potem (23 sierpnia 1742) traktat handlowy. Utrzymywał też poprawne stosunki ze Szwecją, sugerując, że odtworzenie związku jakim była niegdyś pomiędzy obu krajami unia kalmarska nie byłoby takie trudne. Utrzymał jednak Danię z dala od Szwedzkiej katastrofy, jaką była wojna szwedzko-rosyjska (1741 – 4 września 1742). Schulin marzył o tym by Adolf Fryderyk władca Holsztynu przejął władzę po bezdzietnym królu szwedzkim Fryderyku I (przejął tron w 1751).
Powiązania dynastyczne Holsztynu z Danią pozwalały mieć nadzieję, że po śmierci Adolfa Holsztyńskiego unia zostanie przywrócona. Schulin współdziałał tu z Rosją i jej kanclerzem Bestużewem, który wspierał Holsztyn, od czasu ślubu następczyni (przyszła Katarzyna Wielka) tronu rosyjskiego z Ulrykiem Piotrem Holsztyńskim (przyszły Car Piotr III Romanow). Dnia 10 lipca 1746 zawarł odpowiedni traktat z Rosją, która gwarantowała (w roku 1762 nie dotrzyma), że Ulryk Piotr nie będzie rościł sobie pretensji do tronu Danii. 9 kwietnia 1746 zawarł układ o subsydia z Francją.
Król Chrystian VI Oldenburg zmarł w 1746. Władzę przejął Fryderyk V Oldenburg, który władzę oddał niemal całkowicie w ręce zaufanych ministrów, takich jak Adam Gottlob Moltke. Fryderyk doceniał Schulina i przyznał mu najwyższe duńskie odznaczenie „Order Słonia”, czyniąc Schulina Kawalerem Orderu Słonia („Ridder af Elefanten”).
W roku 1749 Schulin odnowił sojusz ze Szwecją (16 sierpnia i 5 października). Dania zaczęła coraz silniej odczuwać presję Rosji, której forsowanie dynastii holsztyńsko-gotorpskiej zaczynało coraz bardziej niepokoić Danię, jako że dynastia ta miała pretensje do obu skandynawskich tronów.
Gdy Schulin zmarł w kwietniu 1750, polityką zagraniczną kierował przez kilka miesięcy minister stanu Johan Ludvig von Holstein (1694 – 1763).

## Odznaczenia
Był odznaczony duńskimi orderami Danebroga (1736), Słonia (1747) i Wierności (1739).